# 紫花合掌消
紫花合掌消（学名：Cynanchum amplexicaule var. castaneum）是夹竹桃科鹅绒藤属合掌消的变种。分布于朝鲜、日本以及中国大陆的河北、湖北、广西、黑龙江、湖南、山东、内蒙古、陕西、河南、吉林、辽宁、江西、江苏等地，生长于海拔100米至1,000米的地区，一般生于湿草地、田边、山坡草地和沙滩草丛中，目前尚未由人工引种栽培。

## 别名
合掌消（植物名实图考）；合掌草、合掌硝、硬皮草（湖南）；甜胆草、土胆草（湖南、江西）